# Districte d'Amravati
El districte d'Amravati, o Amraoti, és una divisió administrativa de Maharashtra a l'Índia que té per capital a Amravati. Té una superfície de 12.235 km² i una població (2001) de 2.606.063 habitants. que eren 407.276 el 1881 i 630.118 habitants el 1901.

## Geografia
El riu principal és el Wardha que forma el límit oriental; el Purna és al sud-oest i al nord-oest hi ha el Tapti. Els rius amb els seus afluents principals són:
- Tapti
  - Burshi
  - Surkhi
  - Tigria
  - Khandu
  - Khapra
  - Sangiya
  - Gadaga
- Purna
- Vaan
- Wardha 
  - Vidarbha
  - Bor

Les principals ciutats són Achalpur, Anjangaon Surji, Chikhaldara, Warud, Morshi, Shendurjana Ghat, Chandurbazar, Paratwada, Daryapur, Nandgaon Khandeshwar, Badnera, i Dharni.

## Divisions
Té sis subdivisions dividides en 14 talukas. La subdivisió d'Amravati la formen les talukas de Amravati, Bhatukali i Nandgaon Khandeshwar. Les altres subdivisions són: Daryapur (talukas de Daryapur i Anjangaon), Achalpur (talukas de Achalpur i Chandur Bazar), Morshi (talukas de Morshi i Warud), Dharni (talukas de Dharni i Chikhaldara) i Chandur (Talukas de Chandur, Tiosa i Dhamangaon).

## Història
La tradició diu que s'hi va establir la Companyia de Warhan que havia anat a Amravati per les cerimònies de matrimoni de Rukmini. El territori fou possessió de prínceps rajputs fins que va caure en mans d'Ala al-Din Khalji, nebot de l'emperador de Delhi Firuz Ghilzai, el 1294. La dinastia bahmànida (1347-1525) i el Berar independent per 90 anys sota els imadshàhides es van acabar el 1596 quan va passar a l'Imperi Mogol sota Akbar el Gran. A la mort d'Aurangzeb el governador (nizam al-mulk) del Dèccan, va obtenir la regió el 1724 per la força de les armes i el territori es va repartir amb els marathes. Pel tractat de 1804 el nizam va adquirir tot el Berar. El 1839 fou afectat per una gran fam.
El Berar fou cedit als britànics pels tractats de 1853 i 1861. Va ser dividit en dos districtes Berar del Nord i Berar del Sud; el primer tingué per capital a Amravati i el segon a Balagarh i després en dos districtes Berar de l'Est (Buldhana) i Berar de l'Oest, el primer format per Amraoti, Ellichpur i Wun; amb el nom de Berar del Sud-oest es va separar Wun el 1864 i el 1867 es va formar el districte d'Ellichpur. Entre 1867 i 1872 la regió es va partir en les divisions (comissionariats) de Berar de l'Est i Berar de l'Oest i Amravati fou capital de la primera. La divisió era administrada pel resident d'Haiderabad i Comissionat de Berar i limitava al nord amb el districte de Betul, a l'est el riu Wardha, al sud amb els districtes de Basim i Wun; a l'oest amb els d'Akola i Ellichpur; la superfície era de 7145 km² amb 157.598 habitants el 1881, i subdividit en les talukas d'Amraoti, Chandur, Morsi, i Murtazapur.
El 1903 va passar a les Províncies Centrals i Berar. 1905 la província es va reorganitzar en sis districtes un dels quals fou Amravati. El 1956 amb la reorganització dels estats segons criteris de llengua, va passar de Madhya Pradesh a l'estat de Bombai convertit en Maharashtra el 1960 del que va formar un districte.

## Personalitats
- Pratibha Patil primera dona presidenta de l'Índia
- R.S.Gavai, Governador de Kerala
- Suresh Bhat (1932-2003), poeta marathi

## Llocs interessants
- Melghat, reserva de tigres
- Chikhaldara estació de muntanya
- Parc Nacional de Gugarnal
- Santuari animal de Wan
- Fort de Gawilgarh
- Temple Ambadevi
- Intitut esportiu HVPM
- Koudanyapur, lloc de naixement de Rukmini
- Rescolsa de Shahanur
- Resclosa de Simbhora
- Temple de Deonath
- Temple d'Ekveera
- Vitthal Mandeer
- Temple Khandeshwar Bhagawan